# Kanabō

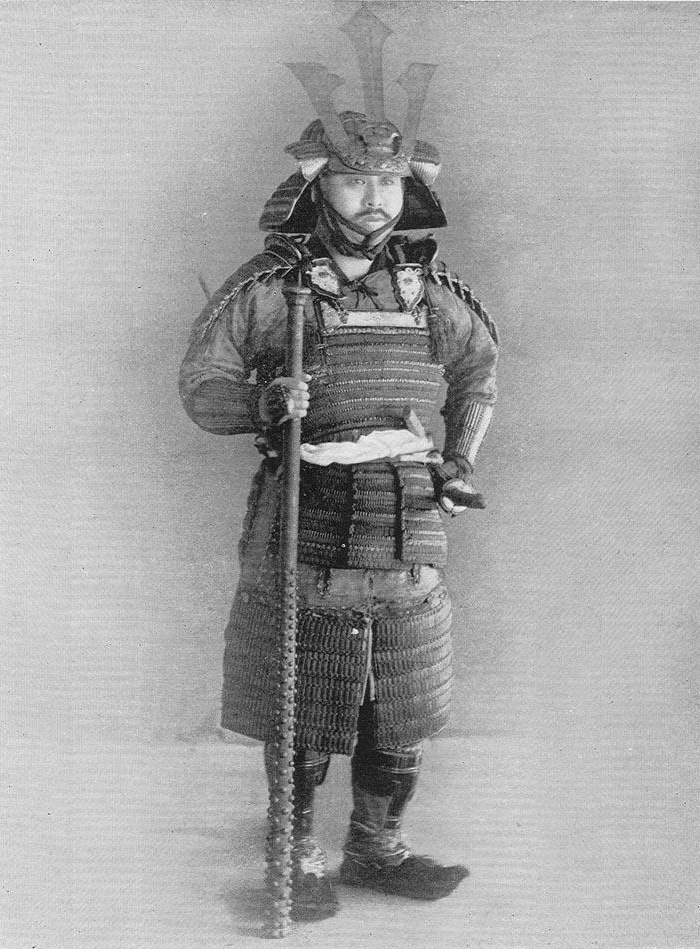
Ein Samurai mit einem Kanabō

Der Kanabō (japanisch 金砕棒) ist ein japanischer, zweihändiger Streitkolben, welcher von den Samurai des feudalen Japan benutzt wurde. 

## Beschreibung
Kanabō und ähnliche Varianten wurden meist aus schwerem Holz oder komplett aus Eisen hergestellt. Am Ende der Waffe sind eiserne Stacheln oder stumpfe Noppen. Sie existierten in allen Formen und Größen. Die kleineren waren einhändig und hatten ungefähr die Länge eines Unterarms, während die größeren so lang wie ein Mensch sein konnten und zum Führen zwei Hände brauchten.
Die Form der Waffe war einem Baseballschläger nicht unähnlich, mit einem größeren, schweren Ende, welches zum Griff hin dünner wird und mit einem Knauf endet. Im Durchschnitt kann ein Kanabō rund sein, aber auch mehrere gerade Flächen um eine mittlere Achse haben.

## Benutzung
Der Kanabō wurde, ähnlich wie andere Streitkolben, zum Zertrümmern der Rüstung und Knochen des Gegners als auch der Beine von Kriegspferden benutzt. Die Kampfkunst mit dem Kanabō wurde kanabō-jutsu oder auch tetsubo-jutsu genannt und bestand darin, Balance und Körperkraft zu meistern, um die schwerfällige Waffe zu führen. Ein verfehlter Schlag ließ den Nutzer offen für einen Gegenangriff, da es viel Kraft brauchte, sich von dem Schlag zu erholen.

## Japanische Mythologie
In der japanischen Mythologie ist der Kanabō die Waffe eines Oni (japanischer Dämon), welche als sehr stark gelten. 
In Japan gibt es das Sprichwort: „Wie einem Oni einen Kanabō geben“ – was bedeutet, jemanden einen Vorteil zu geben, der bereits im Vorteil ist.

## Nachweise
1. ↑  Kanabō. Abgerufen am 4. November 2020 (englisch).